# Molí dels Horts (Serinyà)
El Molí dels Horts és una obra de Serinyà (Pla de l'Estany) inclosa a l'Inventari del Patrimoni Arquitectònic de Catalunya.

## Descripció
Edifici pertanyent a l'obrador del molí de planta quadrangular. Actualment el seu estat és ruïnós i es conserva mitjanament una de les façanes de mur paredat on són visibles els tres pisos amb els que comptava. A la part superior dos obertures rectangulars, a mitges altres dues més irregulars i a la part inferior restes d'una teulada porxada i un accés amb llinda i restes d'un arc adovellat.